# Hildegarde Handsaeme
Hildegarde Handsaeme (Kortrijk, 17 maart 1958) is een Belgische figuratieve kunstschilder en tekenaar. In haar werk staat de vrouwelijke figuur centraal. Haar schilderijen en tekeningen worden gekenmerkt door een gestileerd lijnenspel. 
Zij wordt in het overzichtswerk "Women in Art" van Reinhardt Fuchs vermeld als een van de 512 toonaangevende vrouwelijke kunstenaars van de middeleeuwen tot de moderne tijd.
Zij woont en werkt in Terlanen, een deelgemeente van Overijse. 

## Biografie

###### Autodidact
Handsaeme ontwikkelde al op jonge leeftijd een passie voor kunst, in het bijzonder voor het werk van Picasso. Zij studeerde aan het Koninklijk Atheneum Etterbeek, stichtte een gezin en begon pas op haar 32e te tekenen. Zij bleek aanleg te hebben en bevriende kunstenaars raadden haar aan om  avondlessen tekenen aan de academie voor Beeldende Kunsten van Overijse te volgen, wat ze ook deed.
Naar aanleiding van een tentoonstelling in Overijse nam ze op aanbeveling van kunstcriticus Ward Boon afstand van de academische stijl om zich volledig toe te leggen op de ontwikkeling van haar eigen stijl. Ze stopte met het volgen van tekenlessen en begon als autodidact te schilderen. Een van haar eerste werken draagt de titel "Zo vrij als een vogel".

###### Eigen stijl
Handsaeme werkt met inkt en acrylverf op canvas of papier. Haar stijl bevat lineaire en minimalistische kenmerken.  Aan de basis van al haar werken liggen enkele lijnen met uitgerekte krommingen en hoeken waarmee haar onderwerp, de vormen en de compositie spontaan gevormd worden en in elkaar overlopen. De werken zijn geometrisch opgebouwd. Er zit geen perspectief in haar werk, de driedimensionale aspecten worden fragmentarisch als een soort puzzel samengevoegd in een plat vlak. De fragmenten worden elk egaal ingekleurd of blijven wit en vormen samen een contrasterend harmonisch geheel. Gele oker en Perzisch blauw zijn haar lievelingskleuren. De vrouwelijke vorm staat dominant en centraal in haar werk, soms omringd met ornamenten, planten of dieren. De vrouwelijke figuur is een universeel archetype en wordt koel en afstandelijk afgebeeld en geven een sensuele indruk. Haar interesse in muziek komt naar boven met afbeeldingen van muziekinstrumenten die door haar vrouwelijke figuren bespeeld worden.
Handsaeme hanteert een eigen herkenbare stijl die moeilijk in een bepaalde kunststroming kan ondergebracht worden. De stijl leunt aan bij kunstenaars als Pablo Picasso, Miro, Modigliani, Matisse, Fernand Léger, Karel Appel en Keith Haring. Er zit geen boodschap in haar werken, esthetiek en harmonie zijn haar enige drijfveren.

###### Artistieke carrière

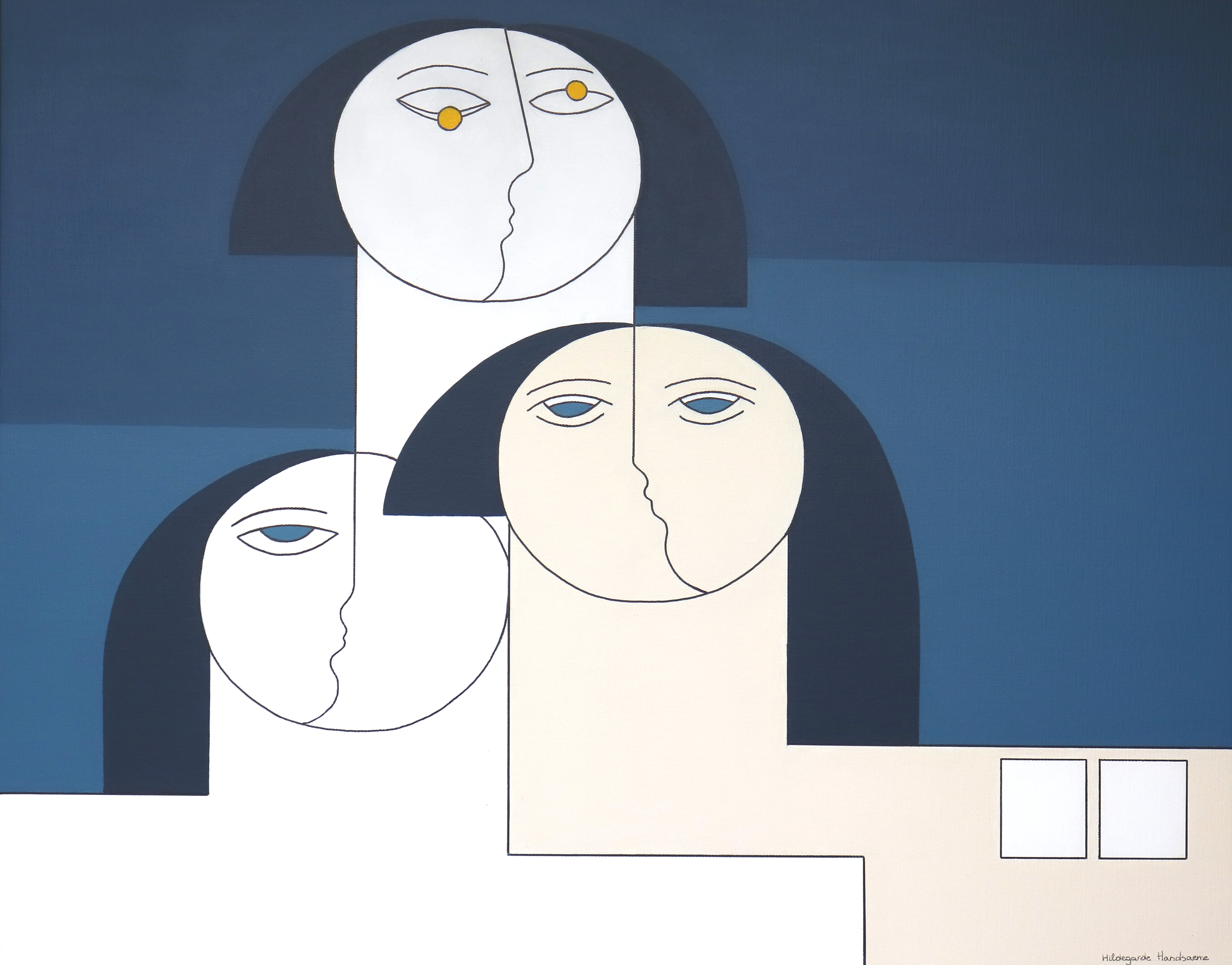
L'Art de L'Equilibre (2025)

Hildegarde Handsaeme exposeerde voor het eerst in 1992 in een plaatselijke tentoonstelling in Overijse. In 1994 behaalde ze de derde prijs op de Internationale Prijs voor de schilderkunst in Libramont, in 1995 de vierde prijs. Haar werk werd in 1995 geselecteerd voor het Festival des Arts et des Lettres in Bretagne. Deze successen gaven aanleiding tot een reeks tentoonstellingen zoals in CC Den Blank in Overijse, de Sint-Pieterskliniek in Leuven en vele andere in België en het buitenland.
Handsaeme behaalde in 2000 de eindselectie van de internationale kunstwedstrijd "Giubileo degli Artisti" in Rome die meer dan 900 deelnemers kende. Zij mocht met 40 andere geselecteerden een aantal van haar werken tentoonstellen in het Vaticaan. Ze ontving een gouden plakket ("targa") als een van de tien winnaars. Zij werd samen met 25 andere kunstenaars uitgenodigd voor een tentoonstelling in de galerie Roberti Giuliani. Dit zorgde voor een versnelling in haar bekendheid. Handsaeme kreeg uitnodigingen om te exposeren in galerieën en andere locaties in Frankrijk, België en Nederland. Zij stelde tentoon in onder andere het museum CODA in Apeldoorn, de Annual Dutch Fair in Amsterdam, Kunst in Overijse, de Abdij van Grimbergen, Kunst-Event Antwerpen en Pjez Unique in Antwerpen.
Zij was in 2012 een van de geselecteerden uit 35.000 deelnemers van een internationale digitale schilderwedstrijd  "Art Takes Times Square"  in New York. Haar werk werd geprojecteerd op een billboard van Times Square.
In 2020 besliste Handsaeme om niet langer deel te nemen aan fysieke tentoonstellingen en haar werk uitsluitend via internet te promoten.
Haar originele werk bevindt zich in Belgische en buitenlandse privécollecties. Reproducties van haar werk zijn populair in de sector van home decoration en als prints op voorwerpen en kledij. Een van haar werken werd gebruikt als cover voor het boek "Paare in der Schematherapie".

## Tentoonstellingen (selectie)
- 2020: "Re-See", Independent & Image Art Space, Chongqing, China[21]
- 2019: Hotel Le Cinq Codet, Paris
- 2019: Art suspendu, Sanary-sur-Mer, France[22]

- 2018: Escapes Pjez Unik, Antwerpen

- 2016: Gallery Dada, Rotselaar
- 2016: Finalist schilderij van het jaar 2015: Coda Museum Apeldoorn
- 2015: Annual Dutch Art Fair, Amsterdam
- 2015: Affordable Art Fair, Brussel
- 2014: Short Term Gallery, Brussel
- 2014: Kunst in Overijse

- 2014: Kunstsalon Kasteel Daelenbroeck, Roermond
- 2014: Expo Stadshalle Nieuwpoort
- 2014: Global Art, Tongeren
- 2014: Abdij van Grimbergen
- 2014: Girls, Begijnhof Tongeren
- 2014: Constructieve vormen GC De Bosuil, Jezus-Eik[14]
- 2014: Altbarrel, Casino Middelkerke
- 2013: Galerie "De ontdekking van de Hemel", Halle[23]
- 2012: Kunst in Overijse
- 2012: Art Takes Times Square, New York 2011: Sensation Modern Fine Art Gallery London
- 2010: Galerij Geens, Overijse
- 2010: Art&Auction, kunstveiling Hulst
- 2010 Kunst in Overijse
- 2010: Zomerkunsten Aardenburg
- 2009: Ode aan de Vrouw: Art Gallery Charlotte van Lorreinen, Tervuren[24]
- 2009: Kunstroute Overijse
- 2006: Expozo, Unizo Sint-Niklaas en Dendermonde (individueel)
- 2005: Tour&Taxis, Brussel (individueel)
- 2005: Bremberg Haasrode (individueel)
- 2005: Rendez-vous van de hedendaagse kunst (tentoonstelling gecombineerd met een kunstboek), Achturenhuis, Kortrijk[25]
- 2004: Circuit, kunstcircuit, Wevelgem
- 2004: Montileder-Stoutenbeek, Den Haag
- 2003: Kunst-event,  Bouwcentrum Antwerpen
- 2003 Kunstbeurs artinprogress, Hallen, Kortrijk
- 2002: Kunst in Overijse
- 2001: Casino Oostende (individueel)
- 2000: Pro-Art, Lier[12]
- 2000: Galerij Idea Damen, Holsbeek (individueel)
- 2000: Kasteel van Horst (individueel)
- 2000: Arte 2000 verso II Giubileo, Rome
- 2000: Kunst in Overijse
- 1999: Galerij gemeentehuis Jette (individueel)
- 1999: Galeria II Collezionista, Rome
- 1999: Lineart, Gent
- 1998: Hotel La Réserve, Knokke (individueel)
- 1998: Grand Marché d'Art Contemporain, Parijs
- 1998: Kunst In Overijse
- 1998: Galeria II Collezionista, Rome
- 1997: Grand Marché d'Art Contemporain, Brussel (individueel)
- 1997: Kunststichting Perspectief, Haacht (individueel)
- 1996: Kunst in Overijse
- 1996: Securis, Zaventem (individueel)
- 1996: Sint-Pietersziekenhuis, Leuven (individueel)
- 1995: Gasthuisberg, Leuven (individueel)
- 1995: Casino Koksijde
- 1995: 9ième Festival des Arts et des Lettres, Pléneuf-Saint-André
- 1995: Decascoop, Gent (individueel)
- 1994: Restaurant Da Campa, Terhulpen (individueel)
- 1994: Cultureel Centrum Den Blank, Overijse
- 1994: Libr'Art, 7ième Salon International d'Art Contemporain, Libramont
- 1993: Galerie Jean Rigaux, Overijse
- 1992: Cultureel Centrum Den Blank, Overijse